# Шехзаде Селим (син Мурата III)
Шехзаде Селим (тур. Şehzade Selim) је био син султана Мурата III и султаније Сафије.

## Живот
Шехзаде Селим је син султаније Сафије. Из архиве Топкапи-палате је забележено да је рођен након децембра 1578. године, док Камил вон Бехр тврди да је рођен 8. јануара 1579. године.
Шехзаде Селим је умро око 1580. године и сахрањен је у Аја Софији.